# Estadio Hasely Crawford
El Estadio Nacional Hasely Crawford es el estadio más grande de Trinidad y Tobago, y es la sede habitual de su Selección de fútbol, así como la de varios equipos capitalinos, como el San Juan Jabloteh, el Defence Force y el St. Ann's Rangers FC.

## Características
El estadio se encuentra ubicado en la capital trinitaria, Puerto España y fue llamado así en honor a Hasely Crawford, el primer deportista nacional en ganar una medalla de oro olímpica. Fue un atleta especialista en pruebas de velocidad que se proclamó campeón olímpico de los 100 metros en los Juegos de Montreal 1976.
Originalmente, fue construido como Estadio Nacional en 1980, pero fue renombrado en honor a Crawford en 2001.  Su propietario es el propio gobierno de Trinidad y Tobago y su operador el ministro de Deportes.
Este reducto cuenta con un aforo de 27 000 personas, lo que lo convierte en el tercer estadio más grande del Caribe para la práctica del fútbol, luego del Estadio Nacional de Jamaica (con una capacidad máxima de 35 000) y el Estadio Panamericano en La Habana, Cuba (34 000 espectadores).
El Hasely Crawford fue sede de varios encuentros de la Copa Mundial de Fútbol Sub-17 de 2001, entre ellos el juego de inauguración y el de la final.
El club San Juan Jabloteh de la TT Pro League (Liga de Fútbol Profesional de Trinidad y Tobago) utiliza este estadio como su casa, así como otros equipos lo utilizan como sede, entre ellos el Defence Force y el Police FC. 
Fue también la sede de los juegos de Copa Mundial Femenina de Fútbol Sub-17 de 2010, siendo por segunda vez el país anfitrión para una justa deportiva de este tipo.